# Kirstin Daly
Kirstin Marie Daly, coniugata Taylor (Napier, 17 maggio 1969), è un'ex cestista e allenatrice di pallacanestro neozelandese.

## Carriera
Con la Nuova Zelanda ha disputato i Giochi olimpici di Sydney 2000 e i Campionati mondiali del 1994.